# Empath
Empath ist das 18. Studioalbum des kanadischen Sängers und Gitarristen Devin Townsend. Es wurde am 29. März 2019 bei InsideOut Music veröffentlicht und orientiert sich stilistisch am Progressive Metal und Symphonic Rock. Mit über 74 Minuten Spielzeit und 10 Tracks handelt es sich bei Empath um das längste Album Townsends. Neben Townsend selbst wirkten viele Gastmusiker, wie etwa der Elektra Frauen-Chor und das ukrainische „Lords of Sound“-Orchester, mit.

## Entstehung
Empath ist das erste Album seit dem 2007er Album Ziltoid the Omniscient, das Townsend als Solokünstler veröffentlichte, alle Alben in der Zwischenzeit erschienen unter dem Namen „Devin Townsend Project“. Townsend erklärte hierzu, dass er als Solokünstler seine Ideen besser umsetzen kann als in einer festen Band und auch keine künstlerischen Kompromisse eingehen muss. Zwar hatte Townsend angekündigt, dass sein nächstes Album ein Pop-Album werde, diese Idee jedoch wenig später wieder verworfen. Er möge auch weiterhin ebenso wie seine Fans härtere Musik, was sich u. a. in Songs wie Hear Me widerspiegele. Als jemand, der während der Entstehung des Albums auf die Vollendung des 50. Lebensjahres zugeht, sieht er das Album als eine Art Werkschau seines bisherigen Schaffens. Dies spiegele sich auch in der Auswahl der Gastmusiker wie Chad Kroeger, Steve Vai oder Mike Keneally wider, weil er diese Künstler während seiner musikalischen Entwicklung in den vergangenen Jahren kennengelernt hatte.
Mit Why? befindet sich auf dem Album ein Stück, das mit Heavy Metal nichts gemein hat. Inspiriert wurde Townsend zu dem Lied von seiner Mutter, die in seiner Kindheit viel Gospel und Musical gehört hatte. Zu dem letzten Stück des Albums Singularity steuerte Steve Vai ein Gitarrensolo bei. Zunächst wollte Townsend, dass Vernon Reid von Living Colour dieses Solo spielt, allerdings blieb seine Anfrage unbeantwortet. Als Townsend den finalen Mix des Albums gehört hatte, äußerte er auf Twitter seine Begeisterung mit den Worten „Gewaltig und episch […] Ich fühle mich, als hätte ich gerade ‚Ben Hur‘ angeschaut. Ich bin extrem stolz.“

## Veröffentlichung
Das Album wurde weltweit am 29. März 2019 über InsideOut Music veröffentlicht. Lizenziert wurde es von Townsends Label HevyDevy Records, vertrieben von Sony Music. Am 12. Dezember 2019 bestritt Townsend im The Roundhouse, London, ein Konzert, bei dem er das gesamte Album begleitet von einer Audio- und Videoinstallation live spielte. Diese Aufnahme wurde am 23. Oktober 2020 unter dem Titel Order Of Magnitude (Empath Live Volume 1) sowohl als Tonträger als auch als DVD und Blu-ray veröffentlicht.

## Rezeption
Das Album wurde überwiegend positiv aufgenommen, allerdings gab es auch gemischte Kritiken. Das Rock Hard lobt die stilistische Vielfalt des Albums, kritisiert aber das Fehlen zwingender Melodien in Borderland und bemängelt, dass das 23 Minuten lange Singularity mit seinem „Ideen-Overkill […] phasenweise wie eine zerrissene, zappaeske Zeitraffer-Variante der letzten halben Stunde von „2001““ klingt. Das insgesamt positive Fazit des Rezensenten lautet, dass die grandiosen Momente überwiegen und das Album vor allem ohne den „naiven Pop-Kitsch“ früherer Alben auskommt. Der Metal Hammer bezeichnet das Album als Meisterwerk. Townsend kreiere seinen eigenen Stil aus „Metal, Rock, Ambient Musik, New Age, Country oder Klassik“, der den Kritiker an den „ehrwürdigen Stilmix-Guru Frank Zappa“ erinnert. Das Onlinemagazin laut.de bezeichnet das Album als „musikalischen Overkill“ und zieht als Fazit: „Dieses Unikat spaltet Schädel, geht auf die Nerven und tut weh wie ein Marathon, belohnt aber am Ende mit einer außerordentlichen Klangvielfalt.“ Weniger begeistert zeigte sich das Onlinemagazin Babyblaue Seiten, dessen Fazit „zu viel auf einmal und dabei unentschlossen - Growl-Operette für Fans“ lautet.

## Titelliste
| #    | Titel                | Gastmusiker | Dauer   |
| ---- | -------------------- | --- | ------- |
| 1    | Castaway             | | 2:29    |
| 2    | Genesis              | - Keyboard: Mike Keneally - Gesang: Ché Aimee Dorval, Elliot Desgagnés (Beneath the Massacre)                       | 6:06    |
| 3    | Spirits Will Collide | - Gesang: Elliot Desgagnés                                                                                          | 4:40    |
| 4    | Evermore             | - Gesang: Elliot Desgagnés                                                                                          | 5:30    |
| 5    | Sprite               | - Spoken Word: Ron Getgood - Gesang: Adam Getgood (Ex-Periphery), Elliot Desgagnés, Josefa Torres                   | 6:37    |
| 6    | Hear Me              | - Gesang: Anneke van Giersbergen, Chad Kroeger                                                                      | 6:30    |
| 7    | Why?                 | - Keyboard, Gitarre: Mike Keneally - Gesang: Elliot Desgagnés                                                       | 4:59    |
| 8    | Borderlands          | - Keyboard, Gitarre: Mike Keneally, Ryan Dahle, Scott Reinson - Gesang: Erik Severinsen, Jess Vaira, Mike Keneally, | 11:03   |
| 9    | Requiem              | | 2:47    |
| 10   | Singularity          | | (23:33) |
| 10-1 | Adrift               | | 5:00    |
| 10-2 | I Am I               | | 3:29    |
| 10-3 | There Be Monsters    | | 4:37    |
| 10-4 | Curious Gods         | | 3:08    |
| 10-5 | Silicon Scientists   | | 2:55    |
| 10-6 | Here Comes The Sun!  | - Gitarrensolo: Steve Vai - Gesang: Anneke van Giersbergen                                                          | 4:23    |

## Chartplatzierungen
| ChartsChartplatzierungen     | Höchstplatzierung | Wochen |
| ---------------------------- | ----------------- | ------ |
| Deutschland (GfK)            | 12 (3 Wo.)        | 3      |
| Österreich (Ö3)              | 21 (1 Wo.)        | 1      |
| Schweiz (IFPI)               | 9 (1 Wo.)         | 1      |
| Vereinigtes Königreich (OCC) | 23 (1 Wo.)        | 1      |